# Sengeløse Kirke
Sengeløse Kirke er en kirke i Sengeløse Sogn i Høje-Taastrup Kommune.
Kirken er opført omkring 1150 af rå og kløvede kampesten, der i dag skjuler sig bag kirkens hvidkalkede puds. Biskop Absalon skænkede kirken til Vor Frue Kirke i Roskilde ved indvielsen, og samtidig blev kirken viet til Sankt Paul.
Kirken blev bygget efter tidens skik i romansk stil og bestod som de andre landsbykirker oprindelig kun af et skib og et lille kor med bjælkeloft og få og små vinduer.
I løbet af de følgende 300 år er koret blevet erstattet af en tilbygning mod øst i hele skibets bredde, og kirken er blevet forsynet med et tårn mod vest samt et våbenhus mod syd. I første halvdel af 1400-tallet er det flade loft blevet fjernet til fordel for et tre-faget krydshvælv, og vinduerne er blevet udvidet.
Fra reformationen i 1536 og til 1948, hvor kirken blev selvstændig, hørte den under Katrinebjerg Gods.
Alteret er fra 1581 med malerier af nadveren, korstfæstelsen og opstandelsen samt de fire evangelister. Barokaltertavlen fra 1650 har et maleri af den hellige nadver. Døbefonten er af granit og er mindst lige så gammel eller ældre end kirken.

## Eksterne kilder og henvisninger
- Wikimedia Commons har flere filer relateret til Sengeløse Kirke
- Sengeløse Kirke hos KortTilKirken.dk
- Sengeløse Kirke hos danmarkskirker.natmus.dk (Danmarks Kirker, Nationalmuseet)